# Regina Taylor
Regina Taylor, född 22 augusti 1960 i Dallas i Texas, är en amerikansk skådespelerska. I Sverige är hon kanske mest känd för sin roll som Lilly Harper i TV-serien Lilly Harpers dröm (I'll Fly Away och I'll Fly Away: Then and Now).

## Filmografi

### TV-serier
- 1991 - Lilly Harpers dröm (I'll Fly Away)
- 1993 - Lilly Harpers dröm (I'll Fly Away: Then and Now)
- 1997 - Feds
- 2001 - The Education of Max Bickford
- 2005 - The Unit  - pågående inspelning
- 2005 - In from the Night - pågående inspelning